# 芦ノ牧トンネル
芦ノ牧トンネル（あしのまきトンネル）は、福島県会津若松市にある道路トンネルである。

## 概要
- 全長：335.0m
- 幅員：6.5（8.5）m
- 有効高：4.5m
- 竣工：1970年3月

会津若松市大戸町大字小谷に位置する。蛇行する阿賀川に沿い、芦ノ牧温泉市街地の狭隘区間を通る従来の国道121号の改良事業としてバイパスが建設されるに伴い、1967年度より建設された。後に1993年に国道指定延伸に伴い国道118号の重用路線となった。
芦ノ牧温泉の位置する高台を貫く。北詰は旧道と平面交差する十字路であり、芦ノ牧温泉のエントランスとして機能しており、角には観光案内所が建っている。南詰では旧道と立体交差する。
坑門と擁壁には鶴ヶ城の石垣をイメージした装飾がなされ、露天風呂に入浴する家族などのイラストが描かれている。

## 周辺
- 芦ノ牧温泉
- 芦ノ牧橋
- 阿賀川
- 舟子峠
- 舟子トンネル (会津鉄道)